# Таукси
Таукси, Таукс (на естонски: Tauksi, Tauks) е остров в Балтийско море, проток Вяйнамери, западното крайбрежие на Естония.
Той заема площ от 3,66 km2. Обиколка на острова е приближително 10 184 km. Административно се намира в провинция Ляяне, в община Ридала. От север островът е заобиколен от водите на залив Лопе. На изток с тясна ивица вода се отделя от полуостров Саси. Югозападно от острова се намира остров Мустараху, а южно остров Сиимараху.
Целият район е защитен. Северната част на острова е предимно залесена.